# 曼萨内达
曼萨内达，是西班牙加利西亚自治区奥伦塞省的一个市镇。总面积115平方公里，总人口1198人（2001年），人口密度10人/平方公里。